# Höstmaraton
Höstmaraton (ryska: Осе́нний марафо́н, Osénnij marafón) är en sovjetisk film från 1979 av regissören Georgij Danelija med Oleg Basilasjvili i huvudrollen. Filmen är producerad av Mosfilm.

## Handling
Andrej Buzykin (Basilasjvili) är en skicklig förlagsöversättare och lektor vid Leningrads universitet. I det privata slits han mellan hustrun Nina (Gundareva) och älskarinnan Alla (Nejolova), vännen professor Hansen (Kuchinke) och grannen Charitonov (Leonov). Buzykins konflikrädsla och oförmåga att säga nej, rädd för att såra dem i hans närhet, gör sig påmind i relationen till alla omkring honom och i de ständiga försöken att vara alla till lags finner han sig snart intrasslad i ett nät av bortförklaringar.

## Priser i urval
- Filmfestivalen i San Sebastián (1979) - Guldsnäckan
- Filmfestivalen i Venedig (1979) - Pasinettipriset för bästa film (Georgij Danelija) och bästa skådespelare (Jevgenij Leonov)
- Allunionella filmfestivalen i Dusjanbe (1980) - Första pris
- Filmfestivalen i Berlin (1980) - Interfilmpriset

## Rollista
- Oleg Basilasjvili - Andrej Pavlovitj Buzykin
- Natalja Gundareva - Nina Jevlampievna Buzykina, hans hustru
- Marina Nejolova - Alla Michajlovna Jermakova, hans älskarinna
- Jevgenij Leonov - Vasilij Ignatievitj Charitonov, hans granne
- Norbert Kuchinke - Bill Hansen, dansk professor
- Nikolaj Krjutjkov - Kolja, Allas granne
- Galina Voltjek - Varvara Nikititjna
- Olga Bogdanova - Jelena, Buzykins dotter